# Castillo de Marmels
El Castillo de Marmels (en alemán: Burg Marmels) es un castillo en ruinas en el municipio de Marmorera en el distrito de Albula en el cantón de los Grisones, en Suiza.
No se conoce con exactitud la fecha de construcción del castillo. El diseño de la capilla es de finales de la era carolingia (siglo IX), que persistió hasta el siglo XII. Basándose en la construcción de la capilla, la fundación del castillo más probable puede ser del siglo XII.
Las ruinas de Grottenburg (un castillo construido en una cueva natural) Marmels se encuentran en dos puntas rocosas altas por encima de la presa de terraplén que forma el Lai da Marmorera cerca del municipio de Marmorera. La entrada a las ruinas es por un sendero que comienza cerca de la presa y luego sube bruscamente por el bosque. La ruta puede requerir un escalador experimentado y en caso de lluvia puede ser inaccesible.